# Мухор-Тала (стоянка)
Мухор-Тала — комплекс стоянок-мастерских каменного века (поздний палеолит, 25—30 тыс. лет назад — мезолит, 10—14 тыс. лет назад — неолит, 6—8 тыс. лет назад) расположенных в Заиграевском районе Республики Бурятии севернее села Мухор-Тала. Памятник был открыт в 1989 году археологом Л. Г. Ярославцевой. Изучался в 1995 и 1997 годах археологическим отрядом БИОН СО РАН и ВСГАКИ под руководством Л. В. Лбовой. Было выявлено семь местонахождений, которые имели различные технико-типологические, хроностратиграфические и геоморфологические характеристики. Сырьё, добываемое из месторождений Мухор-Тала, доставлялось в поселения Варварина Гора, Евсеева Гора, Каменка, Ошурково, Тамахтай, Хотык — это единственное свидетельство зарождения практики дальней доставки сырья на раннем этапе верхнего палеолита. Находки хранятся в музее БНЦ СО РАН.
Памятник является объектом культурного наследия России федерального значения.

## Географическое положение
Находится севернее села Мухор-Тала Заиграевского района Республики Бурятии, по обоим бортам Мухорталинской пади, на отметках от 0 до 100 м от уровня дна пади в центральной части хребта Цаган-Дабан — в юго-западном горном обрамлении Витимского плоскогорья, в 20 км от Илькинской впадины (поселок Новоильинск). Основные местонахождения стоянок комплекса располагаются в юго-западной части горы Мазаринина.

## История исследований
Стоянка открыта в 1989 году археологом Л. Г. Ярославцевой, которая произвела отдельные сборы артефактов на стоянке и передала их в отдел археологии Бурятского института общественных наук СО РАН. В 1995 и 1997 годах памятник был обследован совместным археологическим отрядом Бурятского института общественных наук СО РАН и ВСГАКИ под руководством археолога Л. В. Лбовой. В результате разведочных работ было выявлено семь местонахождений каменного века — стоянки-мастерские, которые имели различные технико-типологические, хроностратиграфические и геоморфологические характеристики. По результатам технико-типологического анализа и стратиграфической позиции были выделены три культурно-хронологические фракции: комплекс бескерамического неолита, финально-палеолитический комплекс и верхнепалеолитический комплекс. В 2010 году памятник был обследован археологическим отрядом Бурятского научно-производственного центра по охране и использованию памятников истории и культуры под руководством Б. А. Базарова.
Исследователями было установлено, что сырье, добываемое из месторождений Мухор-Тала, доставлялось в поселения Каменка, Варварина Гора, Евсеева Гора, Тамахтай, Хотык, Ошурково, об этом свидетельствует идентичность артефактов по составу основного сырья с поселений с месторождениями окремнелых туфов и перлитов Мухор-Тала, которое располагалось в 40 км восточнее от них — единственное свидетельство зарождения практики дальней доставки сырья на раннем этапе верхнего палеолита. Это уникальный факт для средней и ранней поры верхнего палеолита Центральной Азии, что транспортировка сырья производилась с такого удаленного месторождения. Мухор-таллинское пластичное сырьё было высококачественным — отличалось малым количеством внутренних трещин, что позволяло делать из них удлиненные сколы правильной формы.
Вместе с поселениями Каменка и Варварина Гора стоянка Мухор-Тала относится к палеолитическим горизонтам Брянского района. Находки хранятся в музее БНЦ СО РАН.
Памятник археологии состоит на государственной охране в соответствии с Постановлением правительства Республики Бурятия № 337 от 28 сентября 2001 года. В едином государственном реестре объектов культурного наследия (памятников истории и культуры) народов Российской Федерации приказом Министерства культуры РФ № 138244-р от 22 декабря 2017 года комплекс стоянок-мастерских Мухор-Тала зарегистрирован как объект культурного наследия федерального значения «Мухор-Тала. Стоянка — мастерская (пп. 1-6)», с присвоением ему регистрационного номера 031740896150006.

## Комплекс стоянок-мастерских
Индустрия обнаруженных комплексов базировалась на применении местных липаритов. Мухорталинские липариты белые, светло-серые, желтовато-серые, зеленоватые с сиреневым и розовато-фиолетовым оттенком, с матовым блеском. Инвентарь стоянки Мухор-Тала включает бифасы и унифасы как исходные заготовки, нуклеусы различной стадии сработанности, технические сколы — реберчатые и лыжевидные. По комплексу наблюдается довольно низкий показатель находок нуклеусов, что не характерно для мастерских, но в то же время здесь очень представительны группы нуклевидных форм: преформы, нуклеусы, нуклевидные обломки. По мнению Л. В. Лбовой, такая ситуация объясняется как плохим качеством сырья, так и возможной транспортировкой заготовок нуклеусов за пределы мастерских. Характеристики вторичной обработки изделий достаточно однородны для разновременных памятников комплекса. Вариабельность групп и их представительность отражают специфику памятника как стоянок мастерских. Комплексы бескерамического неолита характеризуются параллельным использованием различных способов вторичной обработки, с преобладанием дорсальной ретуши; комплексы финального палеолита отличаются доминированием дорсальной ретуши в качестве вторичной обработки с достаточно высоким использованием намеренного фрагментирования.
К комплексам бескерамического неолита относят стоянки Мухор-Тала-1 и Мухор-Тала-2 (слой 1). Комплекс квалифицируется как местонахождение с преобладанием торцовых клиновидных микронуклеусов с достаточно широким ассортиментом орудийных форм. Предварительный возраст — 6—8 тыс. лет назад.
Финально-палеолитический комплекс представлен стоянками Мухор-Тала-2, Мухор-Тала-3 (слой 1), Мухор-Тала-5 и Мухор-Тала-7. Находки первичной обработки характеризуют как двухплощадочные монофронтальные уплощенные ядриша, торцовые, клиновидные микронуклеусы, бифасильно обработанные уплощенные нуклеусы. Датировка памятника, полученная по углю (Мухор-тала-7) и благодаря наличию зооморфного изображения (Мухор-Тала-3), относит комплекс к финальноплейстоценовому времени. Предположительный возраст памятника — 10—14 тыс. лет назад, в диапазоне позднесартанского периода.
Верхнепалеолитический комплекс (Мухор-Тала-3 (слой 2), Мухор-Тала-4), характеризуется присутствием радиальных, одно- и двухплощадочных призматических нуклеусов и серией торцовых нуклеусов. Среди орудийных наборов доминируют продольные ножи, имеются концевые скребки высокой формы, зубчато-выемчатые орудия, угловые и боковые резцы. Возраст памятника оценивается в пределах 25—30 тыс. лет назад.

## Стоянки-мастерские
Мухор-Тала-1 расположена в 1,5 км севернее села, на останце левобережной террасовидной возвышенности горы Мазаринина, 5—7 м над уровнем дна котловины. Было найдено 886 экземпляров артефактов, плотность находок в шурфах ≈ 150 экземпляров на 1 м², всего было заложено три шурфа. Среди артефактов представлены: 151 экземпляр нуклевидных изделий (из них восемь нуклеусов, 11 преформ, 132 нуклевидных обломка), 370 экземпляров сколов (28 пластин, 118 фрагментов пластин, две микропластины, 124 отщепа, шесть микроотщепов, 73 технических скола, 19 фрагментов сколов), 285 экземпляров осколков и обломков. Изделий со вторичной обработкой 80 экземпляров, из них с ретушью — 21 экземпляр. К изделиям орудийного набора относят 59 изделий, ретушь утилизации отмечена на 21 предмете. Среди орудий доминируют скребки с преобладанием концевых и боковых с прямым вогнутым и выпуклым контуром лезвия — 16,9 %, выемчатые орудия также составляют 16,9 %, остальные орудийные комплексы представлены резцами — 13,6 % и концевыми проколками — 10,2 %, единично представлены скребла, зубчато-выемчатые орудия. По стратиграфической позиции возраст комплекса оценивается эпохой неолита, но допускается и раннеголоценовый возраст.
Мухор-Тала-2 находится в 2 км на север от села, в 500—700 м севернее Мутор-Талы-1, на выположенном участке шлейфа левого борта, в пределах 7—15 м над дном котловины. На месте расположения памятника располагалась пашня, активная распашка которой привела к практически полному уничтожению верхних культурных горизонтов, которые были зафиксированы на участках не тронутыми пашней. С площади в пять га было найдено более тысячи экземпляров подъёмного материала. Общее количество каменных находок — 364 экземпляра. К нуклевидным изделиям относят 38 экземпляров находок, из них семь экземпляров представлены преформами, один нуклеус, 30 экземпляров это нуклевидные обломки, 230 экземпляров — индустрия сколов (из них 48 пластин, 53 отщепа, 46 микроотщепов, 23 технических скола, 57 фрагментов). К изделиям с вторичной обработкой относят 43 экземпляра из них с ретушью утилизации — 27. 53 экземпляра относят к осколкам и обломкам. Нуклеусы представлены в подъёмных сборах, кроме одного экземпляра найденного в 1997 году во втором шурфе. Во вторичной обработке, в основном, использовалась пологая ретушь (57 % изделий). В орудийном наборе доминируют зубчато-выемчатые орудия и резцы, также встречаются комбинированные орудия, единичные долотовидные орудия, проколки, концевые скребки. Исследователи относят комплекс Мухор-Тала-2 к голоценовому и позднеплейстоценовому возрасту. Технологических и морфологических различий материалов не наблюдается, поэтому возраст коллекции находок оценивается аналогично.
Мухор-Тала-3 располагается в 0,8—1 км на север от села, по правому борту впадины. Представлено двумя культурными слоями, верхний слой значительно поврежден распашкой. С памятником связаны артефакты, характеризующие пластинчатую индустрию, которая оценена как верхнепалеолитическая. Количество находок в первом культурном слое — 601 экземпляр: нуклевидные изделия — 109 экземпляров (14 нуклеусов, один остаточный нуклеус, 94 нуклевидных обломка), сколы — 202 экземпляра (38 пластин, 91 отщеп, три технических скола, 41 фрагмент), изделия с вторичной обработкой — 64 экземпляра, с ретушью утилизации — 37 экземпляров, осколки и обломки — 225 экземпляров. Во вторичной обработке используется ретушь, с помощью которой оформлены основные массы скребковых инструментов и некоторые из ножей. Большая часть ножей оформлена пологой ретушью. Из орудий преобладают вариабельные ножевидные формы, концевые и боковые скребки, комбинированные орудия. Единичными экземплярами представлены проколки, долотовидные изделия, выемчатые, зубчато-выемчатые орудия и скребла. Второй культурный слой представлен находками — два экземпляра нуклеуса, 14 пластин и 16 отщепов. Возраст верхнего культурного слоя оценивается в пределах средне-позднесартанского времени, а нижний — позднекаргинского.
На одной из находок из первого слоя, на плитке окремнелого туфа размерами 4×2,6×0,8 см, было найдено изображение животного, предположительно, бизона. На одной из широких поверхностей плитки были нанесены длинные пересекающиеся линии. Похожие изделия были обнаружены в седьмом культурном слое поселения Сухотино-4 (17 тыс. лет назад) и в первом культурном слое Верхоленской горы-1 (поздний мезолит).
Мухор-Тала-4 находится в 0,5 км севернее села, на южной оконечности предгорного шлейфа, содержит семь культурных горизонтов. Раскопки вскрыли сконцентрированные скопления артефактов, битой кости, охры, угля, небольших валунов и плиток сырья. Технокомплекс представлен пластинчатым расщеплением, с довольно массивными ударными бугорками. Было обнаружены следующие находки: нуклевидные изделия — 32 экземпляра (один преформ, 12 нуклеусов и 19 нуклевидных обломков ), сколы — 112 экземпляров (семь пластин , 26 фрагментов пластин, 33 отщепа, 33 микроотщепа, 13 технических сколов), осколки и обломки — 66 экземпляров. Представительство нуклевидных форм, технических сколов, небольшой процент инструментария указывает на то, что функция местонахождения была как стоянка-мастерская. Изделия с вторичной обработкой представлены 21 экземпляром находок. Изделий из кости — 125 экземпляров (121 битая и расщепленная кость, одна целая кость и три кости со следами обработки). Фаунистические остатки представлены костями шерстистого носорога и бизона. В орудийном наборе преобладают ножевидные изделия, концевые и боковые скребки, резцы, редкие зубчато-выемчатые, долотовидные и комбинированные орудия, единичны находки скребла. Комплекс относят к начальной фазе верхнего палеолита.
Мухор-Тала-5 располагается в 100 м на север от Мухор-Тала-4, на левом борту предгорного шлейфа, на бровке леса, напротив местонахождения Мухор-Тала-3. Стратиграфическая картина разреза близка по профилю к Мухор-Тала-3. Местонахождение представлено 243 экземплярами находок: нуклевидные изделия — 64 экземпляра (три преформ, четыре нуклеуса, 57 нуклевидных обломков), сколы — 77 экземпляров (16 пластин, 34 отщепа, 22 технических скола). Изделий с вторичной обработкой — 59 экземпляров, из них с ретушью утилизации — 24. Осколков и обломков — 43 экземпляра. Орудийный набор представлен ножами с преобладанием продольного дорсального прямого и выпукло-вогнутого варианта, концевыми и угловыми скребками, выемчатыми и комбинированными орудиями, единичными экземплярами представлены скребла, зубчато-выемчатые и долотовидные орудия.
Мухор-Тала-6 расположена в 5—6 км на север от села, в глубине распадка, на границе лесного массива и степного клина. Находки представлены подъёмным материалом — заготовки нуклеусов, отщепы и пластины, всего 34 экземпляра.
Мухор-Тала-7 находится в 1,5 км на север от села, на вершине горы. Памятник оценивается Л. В. Лбовой как место открытой добычи каменного сырья. Датировка местонахождения — 11630±300—11240±360 тыс. лет назад.

## Комментарии
1. ↑  Окремнение — процесс обогащения горных пород кремнеземом (опалом, кристобалитом, халцедоном, кварцем) путем замещения минералов и выполнения пор, в результате образуются кремни, окремнелые известняки и другие породы[12].
2. ↑  Проколка — орудие, имеющее удлиненный, обработанный ретушью, прокалывающий кончик[20].